# تپه گگ تپه (گوگ تپه)
تپه گگ تپه (گوگ تپه) مربوط به هزاره اول قبل از میلاد است و در شهرستان میاندوآب، روستای گوگ تپه واقع شده و این اثر در تاریخ ۱ فروردین ۱۳۴۷ با شمارهٔ ثبت ۸۱۵ به‌عنوان یکی از آثار ملی ایران به ثبت رسیده است.